# Aïn Merane
Aïn Merane est l'une des communes de la wilaya de Chlef en Algérie, elle est située à mi-distance entre le chef-lieu de la wilaya et Sidi Moussa (45 km), la commune comptait environ 51 326 habitants en 2008.
Pendant la colonisation française, Aïn Merane se nommait Rabelais, en l'honneur du célèbre écrivain français François Rabelais.

## Toponymie
Peut être du tamazight source ardue (ⵎⵔⴰⵢ [mray] difficile, dur, ardu).

## Géographie
|                                                    | Taougrite  | Harenfa |
| Sidi M'Hamed Ben Ali (Relizane) Mazouna (Relizane) | Aïn Merane | Harenfa |
|                                                    | Sobha      |         |

## Histoire

### Époque coloniale française
EN 1845, le général Saint-Arnaud ordonnera à ses soldats durant la conquête de l'Algérie et la guerre contre l'émir Abdelkader, d'emmurer vivants les cinq cents Algériens qui s'abritaient dans une grotte à Aïn Merane et qui refusèrent de se rendre. Cet événement tragique fut un épisode tragique des Enfumades d'Algérie, technique utilisée durant la conquête du territoire algérien par l'armée française.
Les premiers colons Français s'installent dans la ville en 1887 et la renomment Rabelais.Ils fondent une coopérative viticole en 1923 produisant 30000 hecto litres. Une église fut édifiée en 1935.

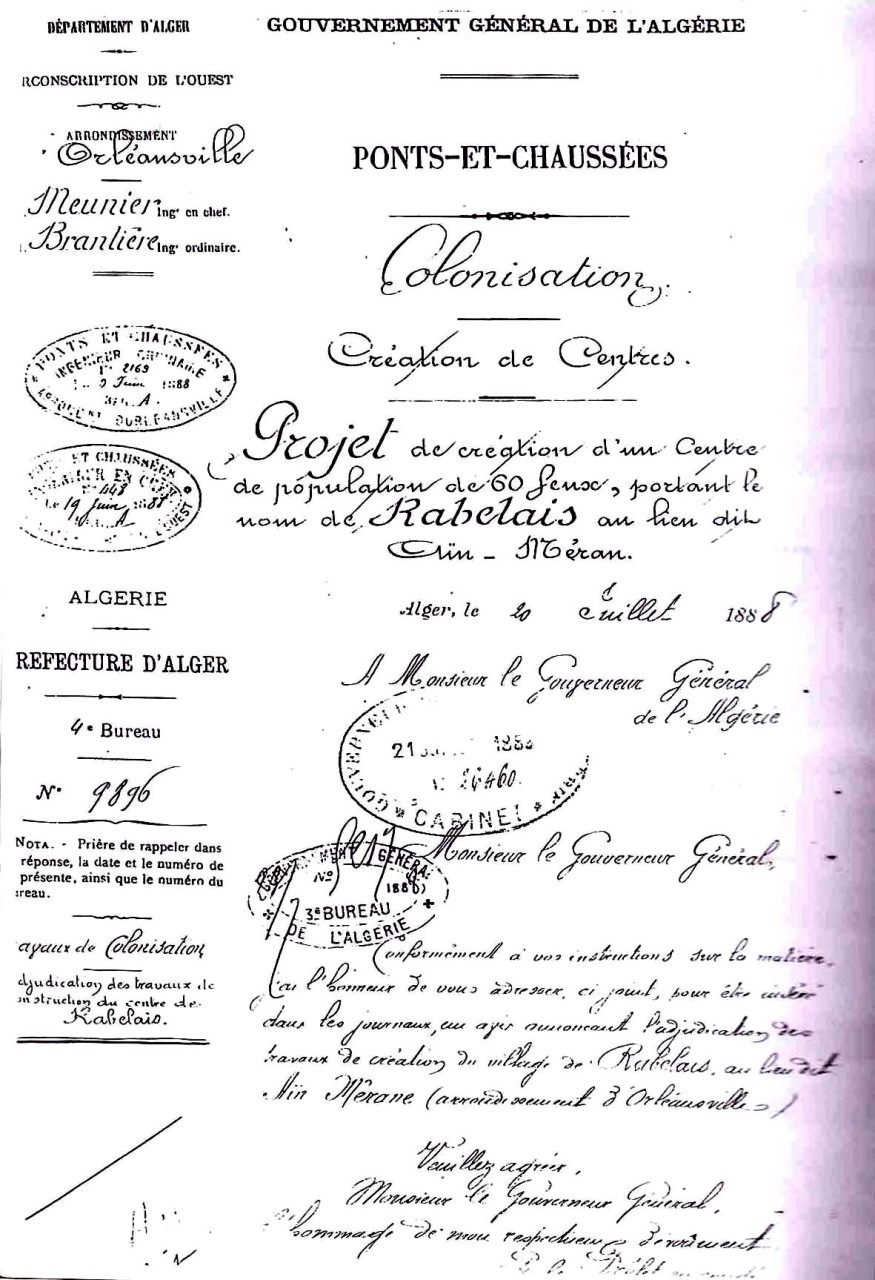
Document administratif autorisant la création de RABELAIS 20 juillet 1888

Des sondages pour trouver du pétrole sont entrepris en 1947 qui dureront entre 3 et 5 ans. On A trouvé du gaz en quantité mais pas de pétrole. Les recherches sont arrêtées.

## Administration et politique
L'hôpital de Aïn Merane est inauguré le 27/11/2012 par le ministre de la Santé, de la Population et de la Réforme hospitalière, Abdelaziz Ziari. L'hôpital compte 240 lits.

## Vie quotidienne
On y trouve : un hôpital d'une capacité de soixante lits, deux lycées, le siège de la commune, le siège de la Daïra, deux polycliniques, un commissariat, une brigade de gendarmerie, un détachement de la police communale, une banque (BADR), une agence postale, des médecins généralistes, des dentistes, des pharmacies, des auto-écoles, une recette des impôts, une agence de Sonalgaz, un marché.
- Ness El Khir Ain Merane, Chlef
NES EL KHEIR Chlef : groupe de jeunes algériens bénévoles, engagés dans l’action sociale et la protection de l’environnement de la wilaya de Chlef. 

## Sources, notes et références
1. ↑  « Wilaya de Chlef : répartition de la population résidente des ménages ordinaires et collectifs, selon la commune de résidence et la dispersion ». Données du recensement général de la population et de l'habitat de 2008 sur le site de l'ONS.
2. ↑   Liberté du 29 novembre 2012
3. ↑  www.nesselkhir.org